# 阿尔韦尔 (挪威)
阿尔韦尔（挪威語：Alver）是挪威韦斯特兰郡的市镇，行政中心为克纳尔维克村。市镇面积为679.16平方公里，2023年时人口数量为29,920人。
该市镇成立于2020年1月1日，由原林多斯、拉德島和梅兰三市镇合并而成。